# Ümit Korkmaz
 Ümit Korkmaz  és un futbolista austríac amb ascendència turca. Va començar com a futbolista al Wacker Wien.

## Carrera del club
Korkmaz va ser fitxat per un club de la cinquena divisió als 18 anys. Aviat va ser descobert pels exploradors del Rapid Wien i transferit al club. Portat a les files del Rapid Wien, Korkmaz va jugar dues temporades amb l'equip.
El juny de 2008, Korkmaz va acceptar unir-se a l'Bundesliga alemanya a l'Eintracht Frankfurt. Va signar un contracte de quatre anys que s'allargarà fins al 30 de juny de 2012. Al gener de 2011, l'Eintracht Frankfurt va cedir a Korkmaz, que no havia tingut moltes oportunitats de jugar al club aquella temporada, a 2. Bundesliga club VfL Bochum.
El 12 de desembre de 2013, es va anunciar que havia anul·lat el seu contracte amb FC Ingolstadt 04 i que posteriorment s'uniria a Çaykur Rizespor.
Korkmaz va signar amb First Vienna el 20 de desembre de 2018. Va rebre la seva primera convocatòria per a la Selecció de futbol d'Àustria l'estiu de 2007, però només va debutar abans de l'Euro 2008. També va ser inclòs a la plantilla de 23 jugadors del torneig.

## Vida personal
Korkmaz és d'origen turc. També té la ciutadania turca, la qual cosa el va fer elegible per jugar internacionalment a la Selecció de futbol de Turquia.